# 阿尔米尔·多斯桑托斯
阿尔米尔·多斯桑托斯（葡萄牙語：Almir dos Santos，1993年9月4日—），巴西男子田径运动员，2018年世界室内田径锦标赛男子三级跳远银牌得主、2023年泛美运动会男子三级跳远银牌得主。